# Constant-André Tétevuide
Constant-André Tétevuide, francoski general, * 1879, † 1967.